# Papel moneda de Castellar del Vallés
El papel moneda de Castellar del Vallés (Barcelona)  fue la moneda de curso legal y obligatorio en toda la localidad durante la guerra civil española.

## Antecedentes
Ante el caos financiero que sufría el lado republicano durante la guerra, el consejero de finanzas de la Generalidad de Cataluña, Josep Tarradellas, aprobó la Ley Municipal Catalana de 9 de octubre de 1936. Esta ley, permitía a los ayuntamientos emitir moneda fiduciaria de pequeños valores divisionarios, de curso legal y obligatorio, pero limitado a la propia población. Hay que precisar que los ayuntamientos no estaban autorizados a emitir moneda legal, pero sí que estaban facultados para organizar y regular su vida económica y, por tanto, lo que realmente hicieron fue cortar en pedazos pequeños el papel moneda legal del Banco de España o del recién creado Papel moneda de la Generalidad de Cataluña, ya que las emisiones de papel moneda local debían estar garantizadas en un depósito equivalente de estos billetes legales y oficiales.

## Creación

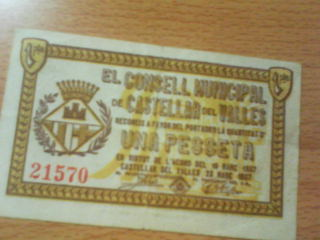
Billetes de moneda castellarense

Por acuerdo municipal del día 19 de marzo de 1937, y bajo el gobierno del alcalde Antoni Tort se creó la moneda papel de Castellar del Vallés en forma de valores de 1 peseta y moneda de cartón-cuero o fibra de 25 céntimos, 10 céntimos y 5 céntimos, por un importe de 45 000 pesetas.

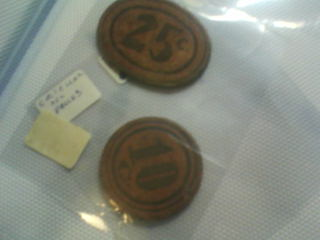
Monedas de cartón-cuero castellarenses

 Los billetes estaban presididos por el escudo del pueblo y se veía, en el fondo, un detalle de una calle típica de la villa y las cuatro barras catalanas. En el reverso, había la silueta de un pueblo en ruinas simbolizando los estragos de la guerra y al lado derecho un obrero trabajando en un yunque enmarcado por una palma y una rama de laurel, con un sol naciente al fondo, símbolos de la paz y del trabajo. La moneda de cartón-cuero llevaban impreso en el anverso el escudo de la Castellar y la fecha de emisión y, en el reverso, el valor de cambio, sin ninguna otra inscripción, no figurando el nombre del pueblo, por lo que solo era reconocible por el escudo.
La moneda se emitió a partir del 23 de marzo de 1937, y fue abolida en 1938 cuando el gobierno del estado emitió moneda desde el gobierno provisional con sede en Valencia, declarando inválida las monedas locales catalanas.
Los dibujos eran obra del artista local Joan Ribas Isla.